# Lasmiditan
Lasmiditan ist ein Arzneistoff zur Akutbehandlung einer Migräneattacke mit oder ohne Aura. Für die Migränevorbeugung ist es nicht geeignet. Die Substanz aus der Gruppe der Ditane wirkt als Agonist an Serotoninrezeptoren und ist oral anwendbar. Im Unterschied zu den ebenfalls in der Migränebehandlung verwendeten Triptanen wirkt Lasmiditan nicht gefäßverengend.

## Chemische Eigenschaften
Lasmiditan ist der erste therapeutisch verwendete Wirkstoff aus der Gruppe der Ditane und besitzt, anders als die ebenfalls in der Migränebehandlung verwendeten Triptane, keine Tryptophan-Partialstruktur. Lasmiditan besteht aus drei Ringsystemen (Trifluorbenzoesäure, Pyridin-2-Amin und N-Methylpiperidin), die über funktionelle Gruppen miteinander verbunden sind.
Pharmazeutisch verwendet wird der Wirkstoff als Lasmiditanhemisuccinat, also dem Salz der Bernsteinsäure. Lasmitditanhemisuccinat ist ein weißes, kristallines Pulver, schwer löslich in Wasser, wenig löslich in Ethanol und löslich im Methanol. Als ein weiteres Salz ist das Lasmiditanhydrochlorid beschrieben.

## Pharmakologische Eigenschaften
Lasmiditan wirkt agonistisch und selektiv an den 5-HT1F-Rezeptoren. Es gibt Hinweise darauf, dass der Wirkungsmechanismus darauf beruht, dass es die Freisetzung von Neuropeptiden verringert und dadurch die Schmerzleitung hemmt, auch derjenigen im Trigeminusnerv und in den Ganglien. Die Selektivität von Lasmiditan für den 5-HT1F-Rezeptor ist 440-fach größer als gegenüber dem 5-HT1B-Rezeptor, von dem angenommen wird, dass er für vasokonstriktive Effekte verantwortlich ist. Die gefäßverengende Wirkung an den peripheren Gefäßen, wie sie bei Triptanen auftritt, entfällt und Lasmiditan darf auch bei Patienten mit Herz-Kreislauf-Erkrankungen eingesetzt werden.
Lasmiditan wird peroral angewendet. Als häufigste unerwünschte Wirkungen wurden Schwindel, Abgeschlagenheit oder Müdigkeit, Empfindungsstörungen und Übelkeit beobachtet. Bei Probanden in einem Fahrsimulator bestand anderthalb Stunden nach Einnahme des Wirkstoffs eine eingeschränkte Fahrtüchtigkeit.

## Zulassung
Unter dem Namen Reyvow wurde Lasmiditan im Oktober 2019 von der Food and Drug Administration (FDA) in den USA für die Akutbehandlung der Migräne zugelassen. Das Arzneimittel ist eine Entwicklung der Lilly-Tochter CoLucid Pharmaceuticals. Im August 2022 erfolgte die Zulassung durch die europäische Kommission.

## Handelsnamen
Reyvow (USA), Rayvow (EU)
Hersteller: Eli Lilly